# Saturnův chrám

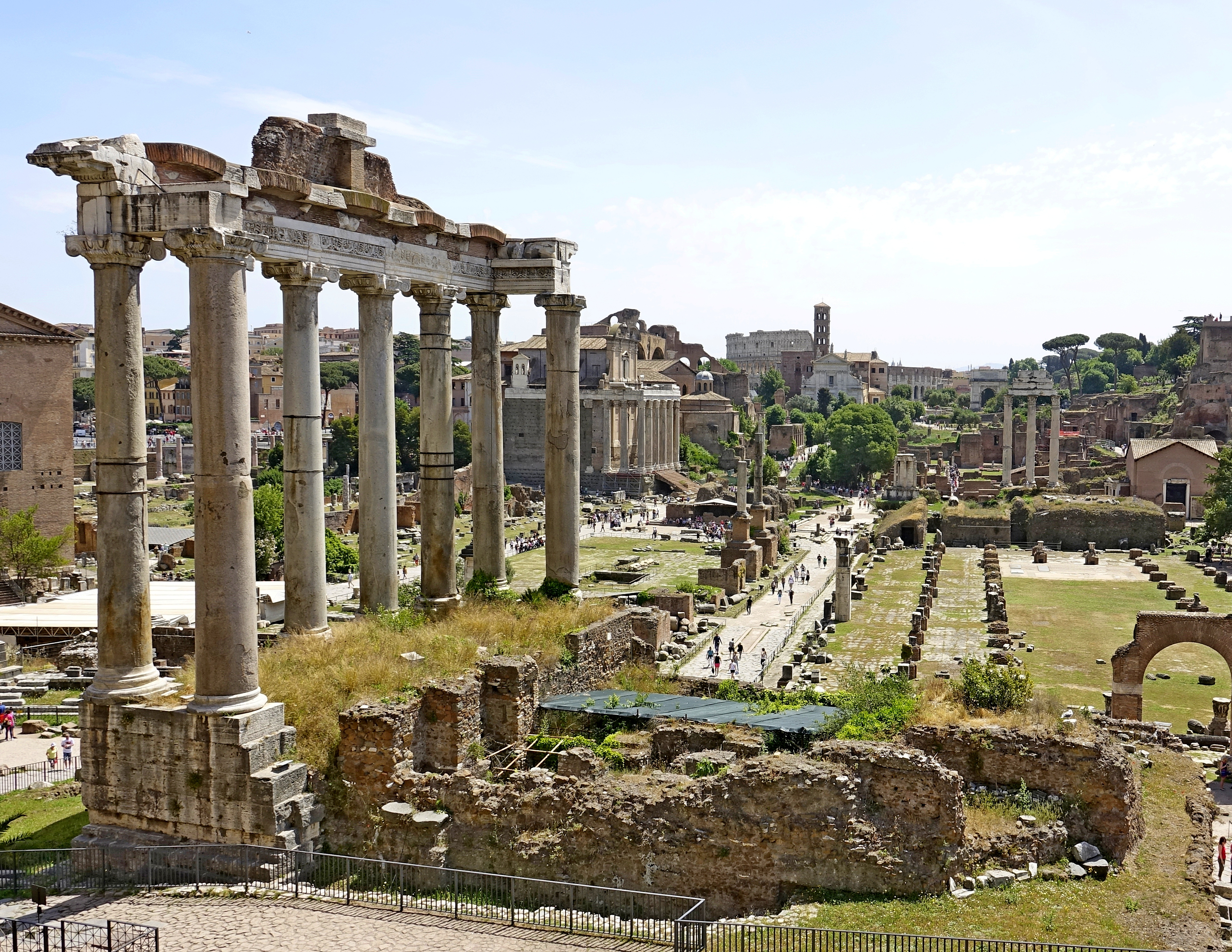
Ruiny Saturnova chrámu

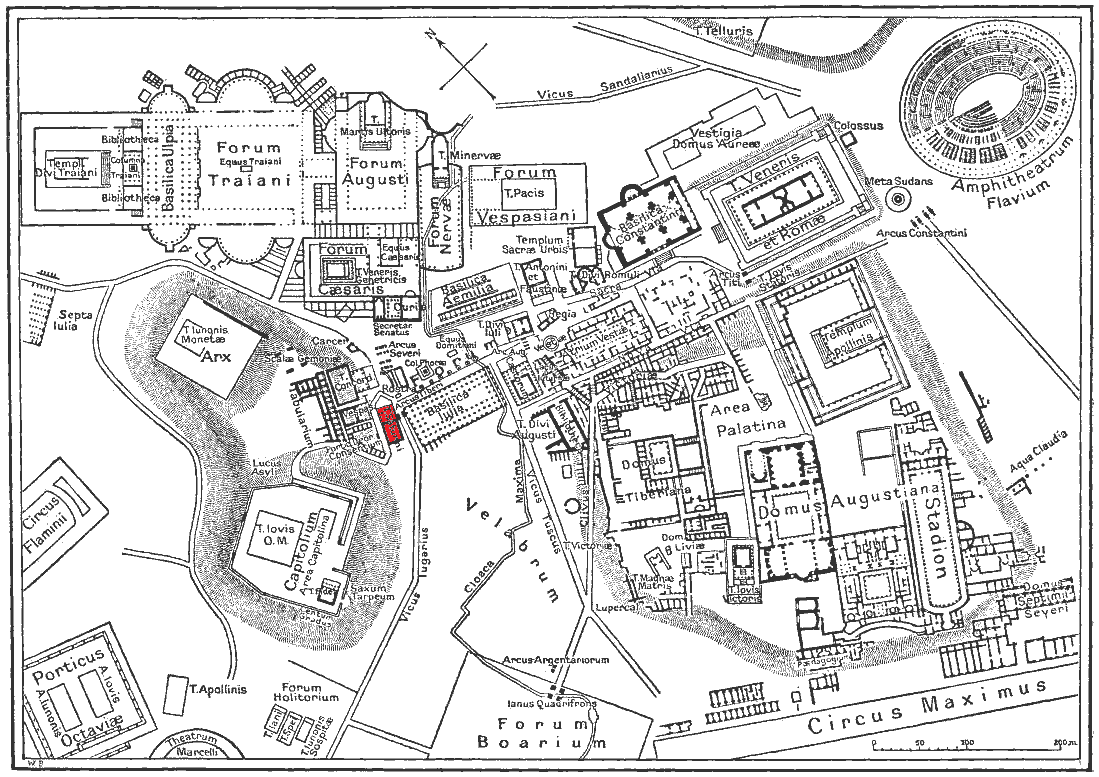
Poloha chrámu (vyznačena červeně)

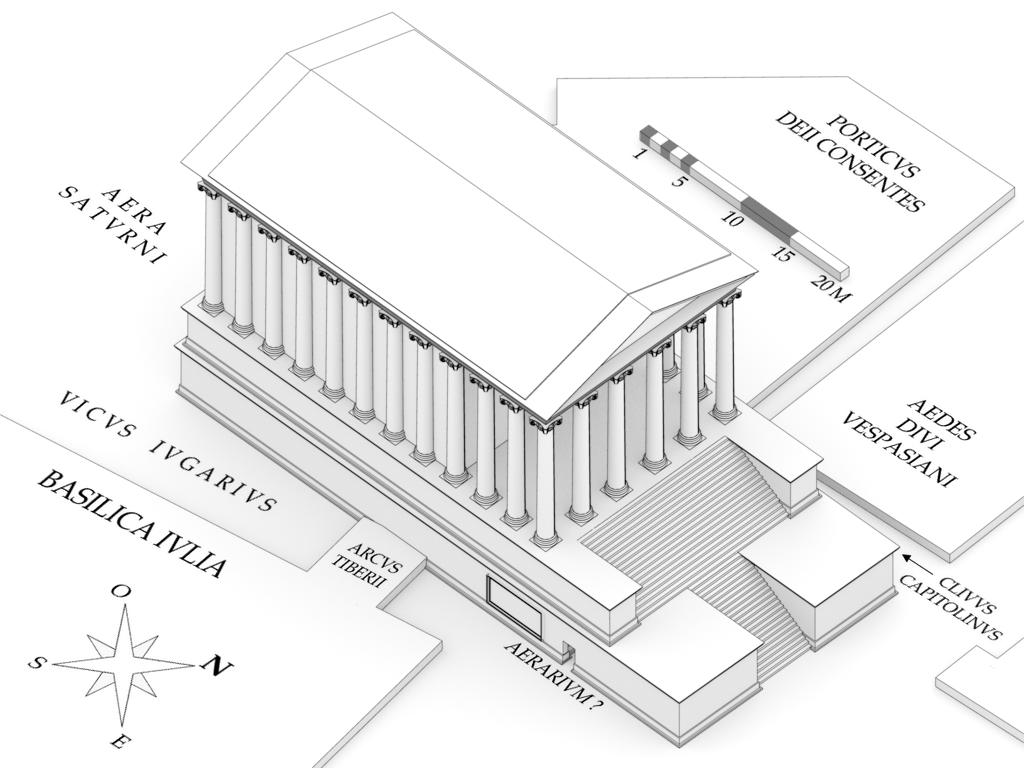
Rekonstrukce chrámu

Saturnův chrám (italsky: Tempio di Saturno) je patrně nejstarší římský chrám, jehož kořeny sahají až do samotných prvopočátků římské republiky. Svatyně, která je zasvěcena bohu zemědělství a žní Saturnovi, se nachází na západním konci Fora Romana na úpatí Capitolia vedle Vespasianova chrámu a baziliky Julia.

## Historie

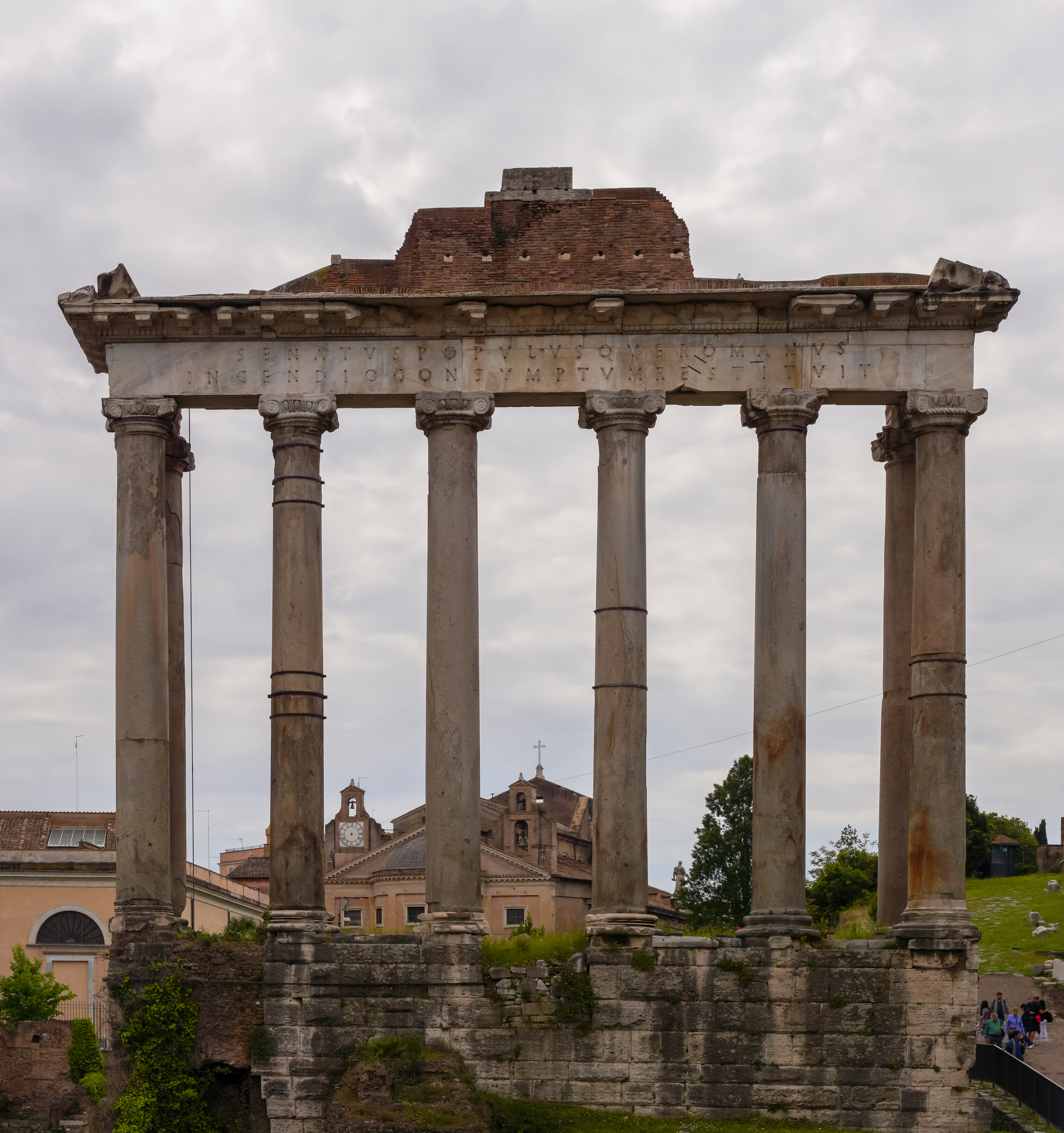
Průčelí chrámu s vyrytým nápisem na architrávu

V místech dnešní stavby se nacházely celkem tři chrámy, které byly zasvěceny Saturnovi. První chrám zde byl podle legendy založen již mezi lety 501 a 497 př. n. l.. Některé prameny uvádějí jako zakladatele posledního římského krále Tarquinia Superba, jiné hovoří o římském konzulovi Titovi Larciovi. O tomto starobylém chrámu však nevíme téměř nic. V roce 42 př. n. l. byla původní budova strhnuta a na jejím místě vyrostl na rozkaz konzula Munatia Planca nový chrám typu pseudoperipteros. Ten byl postaven na novém, travertinem obloženém podstavci, který měřil 40×22,5 metrů do stran. Samotná budova se nacházela ve výšce 9 metrů nad okolním terénem. Druhý chrám byl zničen mohutným požárem, jehož plameny v roce 283 zničily velkou část Fora Romana. Ihned po ničivém požáru vydal císař Dioklecián pokyn k rekonstrukci, která dala chrámu dnešní podobu.

## Architektura

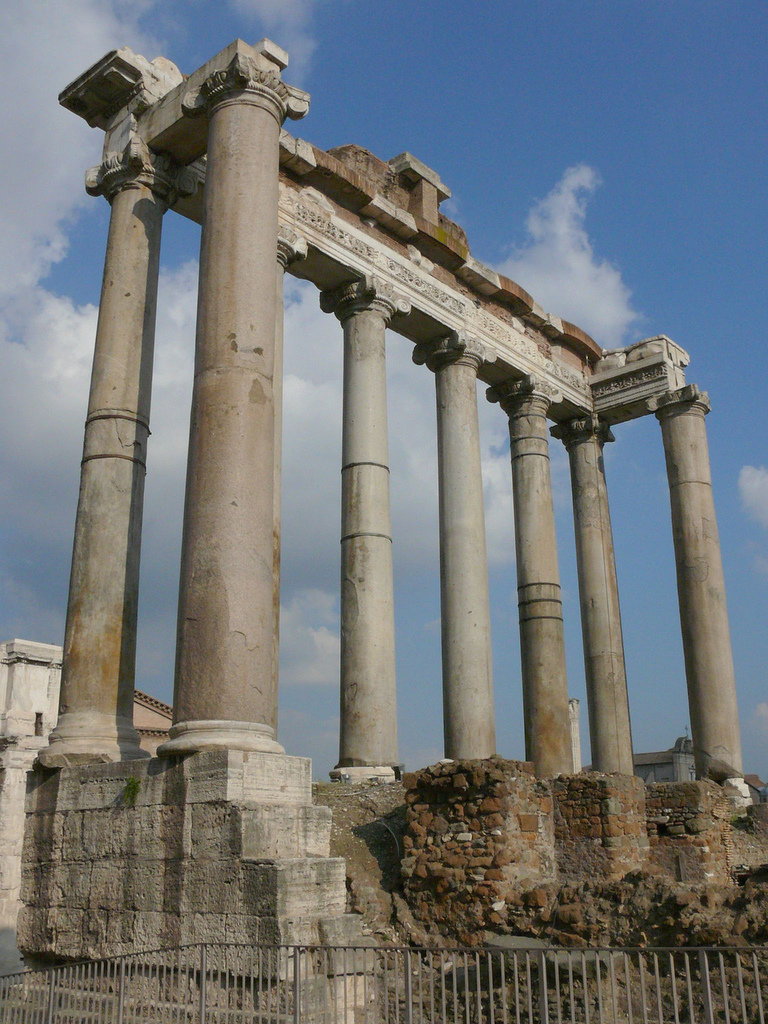
Zbylé iónské sloupy a ruiny podstavce

První chrám byl pravděpodobně vystavěn v etruském stylu. Během Diokleciánovy restaurace získala budova iónskou podobu, což dokazují 11 metrů vysoké sloupy. Zbylo jich celkem osm - šest v hlavním průčelí směrem do Fora Romana a jeden z každé stran. Sloupy, v průčelí jsou vyrobeny z šedé žuly, zatímco zbývající dva po stranách byly vytesány z žuly červené. Zajímavé je, že ačkoliv samotné sloupy, jejichž průměr u základny dosahuje 1,43 metrů, jsou zařazeny do iónského řádu, některé podstavce mají spíše vlastnosti řádu korintského.
Sloupy v průčelí nesou velký mramorový architráv, v němž je ve dvou řadách vyryt nápis:
SENATUS·POPULUSQUE·ROMANUS
INCENDIO·CONSUMPTUM·RESTITUIT
 Senát a lid římský
 obnovili to, co pohltil oheň
Na štítě pak byly pravděpodobně vystaveny sochy mořského boha Tritóna s koňmi.

## Význam chrámu
Uvnitř celly byla vystavena pravděpodobně slonovinová nebo dřevěná socha boha, jehož nohy byly spoutány bavlněnými pouty. Každý rok vždy 17. prosince, kdy se konaly slavnosti Saturnálie, byla pouta sundána a na pět dnů nastala po celé říši rovnocennost mezi lidmi.
Budova chrámu nesloužila jen pro náboženské účely, ale měla také funkci státní pokladny. Proto lze v některé literatuře stavbu nalézt pod názvem Aerarium, což je obecný výraz pro římskou státní pokladnu či státní finance. Pro tyto potřeby byly v podstavci pod nyní již zřícenými schody vybudovány dvě velké místnosti. Uloženy zde byly nejen veškeré římské rezervy ve formě zlata, stříbra a jiných drahých kovů, ale i mnohé říšské dokumenty, smlouvy a zákony. Později byly všechny tyto důležité listiny přesunuty do vedlejšího Tabularia, kde vznikl státní archiv.